# Polyara bambusae
Polyara bambusae är en tvåvingeart som beskrevs av Hardy 1986. Polyara bambusae ingår i släktet Polyara och familjen borrflugor. Inga underarter finns listade i Catalogue of Life.